# تامس پلیس، آلاسکا
تامس پلیس (به انگلیسی: Thoms Place) شهرکی در ناحیه سرشماری پیترزبورگ، آلاسکا ایالت آلاسکا است که جمعیت آن در سرشماری سال ۲۰۰۰ میلادی ۲۲ نفر بوده‌است.